# Ce fou d'Monty
Ce fou d'Monty (France) ou Le Monty coune (Québec) (The Fool Monty) est le 6e épisode de la saison 22 de la série télévisée Les Simpson.

## Synopsis
M. Burns apprend qu'il souffre de multiples maladies et qu'il ne lui reste plus que quelques semaines à vivre. Il décide alors de l'annoncer à toute la ville, mais il est effondré d'apprendre que les habitants se fichent de ce qui peut lui arriver. À la suite d'une tentative de suicide ratée, il est retrouvé dans la forêt par Bart. Devenu amnésique, le vieil homme est pris en charge par le jeune garçon qui décide de le cacher chez lui. Quand Homer et Marge l'apprennent, ils acceptent de l'héberger à la condition qu'il paie pour tout ce qu'il leur a fait subir. Mais quand M. Burns retrouve la mémoire et apprend les humiliations dont il a été victime, sa vengeance s'annonce terrible...

## Audience américaine
Lors de sa première diffusion, l'épisode a attiré 6,6 millions de téléspectateurs.